# سعد (الشرية)

تعديل مصدري - تعديل

سعد هي إحدى قرى عزلة آل غنيم بمديرية الشرية التابعة لمحافظة البيضاء، بلغ تعداد سكانها 175 نسمة حسب تعداد اليمن لعام 2004.